# Джонс против Дерби
Джонс против Дерби (англ. Johns & Anor, R (on the application of) v Derby City Council & Anor) — судебный процесс по делу № CO/4594/2010 супружеской пары Оуэна и Юнис Джонсов (англ. Owen & Eunice Johns), являющейся прихожанами Церкви пятидесятников, против городского совета города Дерби (графство Дербишир, Англия). Супруги обвинили городской совет в религиозной дискриминации из-за отказа им во взятии под опеку нескольких детей из детского дома. Социальные педагоги, беседующие с семейной парой, пришли к выводу, что враждебное отношение Джонсонов к вопросам гомосексуальности не позволяет им выступить в роли попечителей. В суде дело рассматривали судьи Джек Битсон и Джеймс Лоренс Манби (англ. James Lawrence Munby). В качестве официального наблюдателя на суде выступила Комиссия по равенству и правам человека.

## Предыстория
Супруги Джонс прибыли в Великобританию с Ямайки во время их молодости. В восьмидесятые годы, после того как их последний четвёртый родной ребёнок покинул родительский дом, они стали задумываться о взятии чужих детей на воспитание. В период с августа 1992 года по январь 1995 года Джонсы принимали на воспитание нескольких детей. В последний раз они брали ребёнка в сентябре 1993 года на период в один месяц. Позднее в сентябре 2004 года Джонсы вновь подавали прошение, но затем забирали его из-за возникших у них личных обстоятельств. В общей сложности через семью Джонсов прошло 15 детей.
Супруги Джонс являются членами Церкви пятидесятников и придерживаются строгих взглядов, считая морально недопустимыми любые сексуальные отношения, кроме отношений между мужчиной и женщиной, живущими в браке. Юнис Джонс, в прошлом медсестра, находясь на пенсии, вела уроки в воскресной школе.
В январе 2007 года Джонсы после длительного перерыва вновь подали соответствующее прошение в городской совет Дерби. Супруги, которым на тот момент было уже за 60 лет, просили о разрешении взять под опеку на короткие сроки нескольких детей в возрасте от 5 до 8 лет.
В июле и августе 2007 года Джонсы прошли шесть собеседований с независимым социальным работником Дженни Шоу (англ. Jenny Shaw), результаты которого были подготовлены 27 августа 2007 года. На встрече, состоявшейся 7 августа Шоу сказала Джонсам, что они могут иметь проблемы с оформлением документов по причине их категоричных взглядов на вопросы сексуальности. Шоу констатировала, что воззрения Джонсов не соответствуют установленным минимальным требованиям (англ. National Minimum Standards) для попечительских семей. В частности, в одной из бесед миссис Джонс пояснила, что проигнорирует ситуацию, если узнает о моббинге ребёнка по причине его гомосексуальности. Кроме того, Джонсы дали понять, что не смогут поддержать подростка, смущённого своими гомосексуальными чувствами. 13 августа состоялась встреча Джонсов с Шоу и менеджером Салли Пенроуз (англ. Sally Penrose), которая также констатировала опасения социального работника.
Повторное изучение пригодности Джонсов для участия в программе по принятию на воспитание сирот проводила социальный педагог Линда Уильямс (англ. Lynda Williams) в 2008 году. В своём заключении, состоящим из 48 страниц, Уильямс писала, что Джонсы являются добрыми и гостеприимными людьми, для которых комфорт ребёнка всегда стоит на первом месте. В то же время Уильямс указала, что воззрения Джонсов на однополые отношения не отвечают современным представлениям и не подлежат изменению.

## Судебное разбирательство
После отказа Джонсам в предоставлении права на попечение детей они обвинили городской совет Дерби в религиозной дискриминации, хотя городской совет ясно дал понять, что сами религиозные воззрения Джонсов никакой роли в этом деле не играют. Судебный процесс по делу начался 14 апреля 2010 года в Высоком суде правосудия.
В ходе судебных прений обвиняемая сторона утверждала, что в одном из собеседований мистер Джонс утверждал, что, узнав бы о гомосексуальной ориентации ребёнка, он бы попытался «переделать» его (англ. turn the child), однако сам мистер Джонс на суде утверждал, что не помнит, чтобы он в интервью произносил подобные слова.
Директор городского совета Кэти Харрис (нем. Katie Harris) в своём интервью BBC Radio 4 отметила, что если бы мистер Джонс воплотил в жизнь то, что он назвал «переделать ребёнка», то городской совет как государственное учреждение получил бы большие проблемы, поэтому этого нельзя было допускать. На суде Харрис выступила с утверждением о том, что не имеет ничего против христиан и отметила, что многие из людей, которым она выдавала разрешение на опеку, являются практикующими христианами. По её словам, городской совет был обеспокоен конкретными специфическими взглядами Джонсов. Кроме того, социальными работниками было установлено, что Джонсы проводят очень много времени в церкви, что может помешать выполнению их попечительских обязанностей, особенно в выходные дни.

### Решение суда
Присутствуюющая на суде в качестве наблюдателя Комиссия по равенству и правам человека предложила Джонсам в качестве решения конфликта пройти специальный образовательный курс, но Джонсы от него отказались.
Суд выразил мнение о том, что он не имеет ничего против религиозных убеждений Джонсов, однако выступает против «дискриминационных последствий этих убеждений», так как, по словам судьи, ни один набор убеждений не может иметь приоритета над другими убеждениями в плюралистическом обществе. Судьи отметили конфликтность в деле Джонсов в связи с пересечением прав человека на свободу религиозных верований и свободу людей от дискриминации по признаку сексуальной ориентации, однако пришли к выводу что равноправие гомосексуальных людей и их право жить свободно от дискриминации имеет приоритет над религиозными правами.
| Никто не утверждает, что христиане (или, если на то пошло, евреи или мусульмане) непригодны для опеки или усыновления детей. Никто не стремится оспорить легитимность христианства или любой другой религии. Напротив, религия имеет фундаментальное значение для нашего закона и нашего образа жизни. Все равны перед законом, и все человеческие существа имеют право на достоинство и уважение. Однако мы обращаем внимание на то, что в то время как шариат, по-прежнему, во многих местах делает гомосексуальные отношения уголовным преступлением,… Церковь Англии разрешает своему духовенству, до тех пор, пока оно соблюдает обет безбрачия, вступать в однополое гражданское партнёрство. Мы живем в стране демократического и плюралистического общества, в светском государстве, а не в теократии. Оригинальный текст (англ.)No one is asserting that Christians (or, for that matter, Jews or Muslims) are not 'fit and proper' persons to foster or adopt. No one is seeking to de-legitimise Christianity or any other faith or belief. On the contrary, it is fundamental to our law and our way of life that everyone is equal before the law and equal as a human being ... entitled to dignity and respect. We are, however, entitled to take judicial notice of the fact that, whereas the sharia is still understood in many places as making homosexuality a capital offence, ... the Church of England permits its clergy, so long as they remain celibate, to enter into civil partnerships. We live in this country in a democratic and pluralistic society, in a secular state not a theocracy. — Из постановления суда |

### Реакция на решение суда
Супруги Джонс в интервью после оглашения приговора сообщили, что им было отказано в опекунстве над детьми по причине их консервативных религиозных взглядов на вопросы сексуальной морали: «Все, что мы хотели предложить — это любящий дом нуждающемуся ребёнку, и у нас хороший опыт в качестве патронажных родителей… Мы попали под запрет, потому что у нас есть моральные убежения, основанные на нашей вере». По их словам, суд исходил из того, что их религиозные воззрения могут нанести вред детям и «заразить» их.
Премьер-министр Великобритании Дэвид Кэмерон заявил, что он верит в компетентность суда и поддержал бы любое его решение, однако он отметил, что христиане должны быть терпимы и радушны в принятии людей с отличающимся мировоззрением. Миссис Джонс выразила свои удивление и обиду по поводу поддержки Кэмероном решения суда.
Представитель городского совета Дерби поддержал решение суда. По мнению пресс-секретаря совета, суд признал право ребёнка на поддержку независимо от его сексуальной ориентации. Глава британской ЛГБТ-организации «Стоунволл» Бен Саммерскилл (англ. Ben Summerskill) также отметил, что часто, к сожалению, забываются интересы ребёнка и на первое место выходят собственные предрассудки родителей. Он также выразил мнение о том, что многие христиане, являющиеся родителями гомосексуальных детей, были бы шокированы воззрениями супругов Джонс, которые остались в XIX веке, а не в XXI.
Британская христианская организация Christian Legal Centre выразила сожаление по поводу принятого решения. По её мнению, суд ясно дал понять, что консервативные христианские этические воззрения являются потенциально опасными для детей и христиане не являются пригодными в качестве попечителей. Решение суда также осудили многие духовные лица страны.